# پمار د بالدیبیا
پمار د بالدیبیا (به اسپانیایی: Pomar de Valdivia) یک شهرستان در اسپانیا است که در استان پالنسیا واقع شده‌است.

## خصوصیات
پمار د بالدیبیا ۷۹ کیلومترمربع مساحت و ۵۳۱ نفر جمعیت دارد.